# 姑息的治療
姑息的治療（こそくてきちりょう）とは、対象とする疾患の根治を目指す治療以外の全ての医療行為を指す。
「姑息」という言葉は『一時しのぎ』という意味で、医学的資料・文献中や医療現場、医学生の教育の場では通常用いられる言葉であるが、「ずるい」「卑怯な」という意味に捉えられる場合があるため、医療者から患者や家族に対し「姑息的治療」の説明をする場合は、注意する必要がある。

## 概説
主に患者の苦痛の軽減や一時的な症状改善の目的で行われる治療のことである。
例えば、風邪の咳、発熱などの症状に対して、解熱、咳止めなどの目的で総合感冒薬を処方することが最も一般的に行なわれる姑息治療である。これらは対症療法とも呼ばれる。
重症患者のケースでは根治的治療に入る前の下準備として適用される。姑息的治療によって生命が危ぶまれる状態から脱することを狙う。また、全身状態を改善させることで自己治癒力を回復させ、結果として疾患の改善に繋げることを狙いとする場合もあり、姑息的治療をきっかけに（うまく自己治癒力が回復すれば、その自己治癒力により）原疾患が完治に至るケースも存在する。
ホスピスでの終末期医療における、患者の苦痛軽減を目的とした医療行為も、姑息的治療に含まれる。例えば、末期癌患者の疼痛軽減を目的としたモルヒネの投与がある。

## 例
姑息手術
主に疼痛等の症状を低減する目的で行われる、根治を目的としない手術の全て。
緩和照射（姑息照射）
放射線治療における姑息的治療。脳転移に対する中枢神経症状緩和、骨転移に対する疼痛緩和、縦隔腫瘍による気道・血管の狭窄、脊髄の圧迫などの症状の緩和を目的とする対症的な治療法。がんの根治を目的とせず、QOLの改善や長期生存を得ることを目的とする。